# Парламентские выборы в ФРГ (1972)
Выборы в Бундестаг 1972 года — 7-е демократические выборы в ФРГ (Западной Германии), состоявшиеся 19 ноября. Выборы прошли досрочно, поскольку коалиция СДПГ и СвДП потеряла большинство в Бундестаге: несколько депутатов покинули обе партии в знак несогласия с «восточной политикой» Брандта. Во время предвыборной кампании Вилли Брандт подвергался критике со стороны ХДС/ХСС за экономическую и внешнеполитическую деятельность, и прежде всего за «восточную политику». В то же время, в 1971 году Брандт получил Нобелевскую премию мира. Однако на выборах СДПГ одержала победу, улучшив свои результаты по сравнению с прошлыми выборами. Явка на выборах составила 91,1 %.

## Результаты выборов

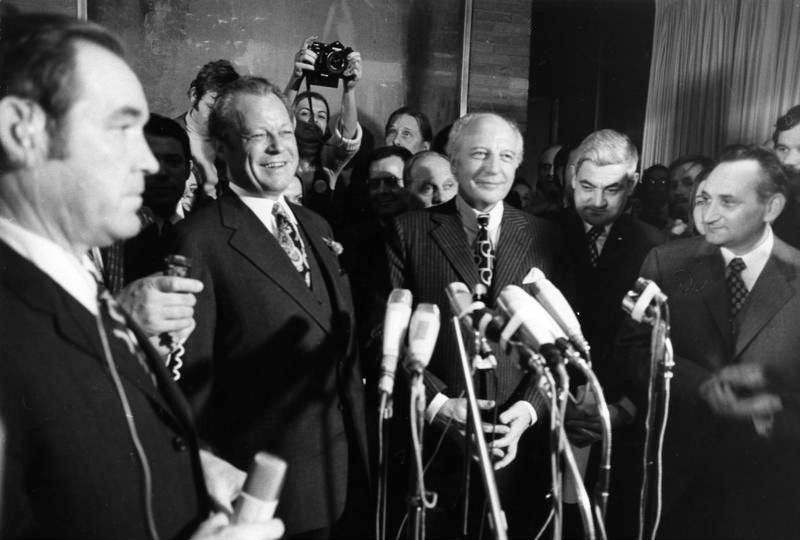
Вилли Брандт и Вальтер Шеель объявляют о своей победе на выборах

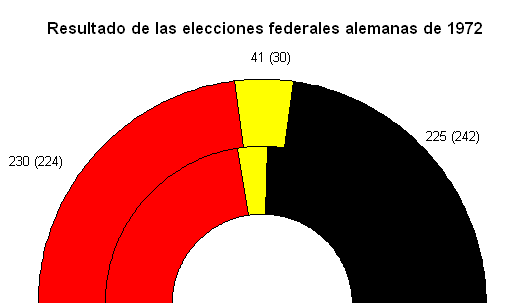

| Партия                                        | Лидер          | Голосов    | %      | Мест | Δ    |
| --------------------------------------------- | -------------- | ---------- | ------ | ---- | ---- |
| СДПГ (SPD)                                    | Вилли Брандт   | 17 175 169 | 45,8 % | 230  | ▲ 6  |
| ХДС (CDU)                                     | Райнер Барцель | 13 190 837 | 35,2 % | 177  | ▼ 16 |
| ХСС (CSU)                                     |                | 3 615 183  | 9,6 %  | 48   | ▼ 1  |
| СвДП (FDP)                                    |                | 3 129 982  | 8,4 %  | 41   | ▲ 11 |
| НДПГ (NPD)                                    |                | 207 465    | 0,6 %  | 0    |      |
| ГКП (DKP)                                     |                | 113 891    | 0,3 %  | 0    |      |
| Европейская федералистская партия (EFP)       |                | 24 057     | 0,1 %  | 0    |      |
| Партия гуманной экономики (FSU)               |                | 3 166      | 0 %    | 0    |      |
| Группы избирателей / Индивидуальные кандидаты |                | 9 497      |        | 0    |      |